# Kitaj-Gorod (metropolitana di Mosca)
Kitaj-Gorod (in russo Кита́й-го́род?) è una stazione di interscambio della Metropolitana di Mosca, che serve le linee Linea Kalužsko-Rižskaja (numero 6) e Tagansko-Krasnopresnenskaja (numero 7). In origine era chiamata Ploščad' Nogina, come la piazza che una volta portava il nome di Viktor Nogin. La stazione, anche se non appartiene al centro geografico di Mosca, è certamente in una delle zone più storiche e culturali della città (Kitaj-gorod)
La fermata consiste di due atrii separati e paralleli uniti da un corridoio e due ingressi combinati; fu costruita in un'epoca in cui l'architettura decorativa ricominciava ad emergere grazie allo sforzo combinato degli architetti Strelkov e Mološenok, come anche degli autori decorativi Rusin, Lapina e Bodniek, la cui opera è visibile negli oggetti metallici alle pareti della stazione.
L'atrio occidentale, chiamato Kristall (cristallo), è decorato con due serie di pilastri angolati, ricoperti in marmo grigio chiaro. Lungo la base del soffitto corrono delle cornici in metallo che nascondono le lampade di illuminazione. Le mura sono ricoperte in marmo chiaro e il pavimento in granito grigio. La sala orientale è invece chiamata Garmoška (fisarmonica), nome dovuto ai suoi pilastri in marmo giallo che sembrano una fisarmonica aperta parallela alla lunghezza della sala. Le mura sono ricoperte in marmo grigio e il pavimento in granito chiaro. Ciò che resta del nome precedente della stazione, Ploščad' Nogina, è ancora visibile nel passaggio di collegamento tra le banchine, dove vi è ancora un busto di Viktor Pavlovič Nogin (scolpito da A. P. Šlykov).
In origine la stazione doveva aprire in coincidenza dell'intersezione delle due linee, quando i punti di connessione avrebbero collegato i rami Ždanovskij e Krasnopresnenskij e i rami Kalužskij e Rižskij a metà degli anni settanta. Tuttavia, il sovraffollamento della linea circolare a causa del transito dei passeggeri tra le due linee, fece accelerare i lavori in questo punto di interscambio, che fu aperto prematuramente.
I primi treni arrivarono dalle linee Kalužskaja e Ždanovskaja il 30 dicembre 1970. Dato che Ploščad' Nogina era capolinea di entrambe le linee, i treni avrebbero terminato la corsa nella parte orientale della stazione, per poi procedere nei tunnel dove vi erano gli scambi per entrambe le linee per far tornare i treni sul lato occidentale. Per l'interscambio, era possibile non lasciare i treni quando essi effettuavano il cambio di binario.
Il 31 dicembre 1971, la Linea Kalužskaja fu collegata alla Rižskaja per formare la Linea Kalužsko-Rižskaja. I treni di quella linea iniziarono ad circolare normalmente, anche se era ancora possibile il trasbordo alla linea Ždanovskaja attraversando la banchina orientale. Il punto di interscambio iniziò ad operare a pieno regime solo alla fine del 1975, quando il 17 dicembre le linee Ždanovskaja e Krasnopresnenskaja si unirono per formare la Linea Ždanovsko-Krasnopresnenskaja.
Il funzionamento a pieno ritmo continua tuttora, con i treni in direzione nord diretti a Medvedkovo e Planernaja che provengono dalla banchina est, e i treni diretti verso sud a Bitcevskij Park e Vychino dalla banchina occidentale. I passeggeri che vogliono cambiare direzione, devono passare attraverso un corridoio di collegamento tra le due banchine.
Sono presenti due ingressi sotterranei, che permettono l'uscita in superficie. L'ingresso sud (architetti Ivan Taranov e Petuchova) è situato sotto Piazza Slavjanskaja ed è collegato con diversi sottopassaggi; le scale mobili portano direttamente all'ingresso. L'ingresso nord (architetti Lil'e, Litvinov e Markovskij) è situato sotto Piazza Staraja e presenta diversi collegamenti con via Paroseika, tramite altri sottopassaggi. Ci sono progetti riguardo a un possibile collegamento della stazione con la futura stazione Marosejka della Linea Arbatsko-Pokrovskaja, i cui tunnel passano a nord di Kitaj-Gorod.
Attualmente, questa stazione è molto affollata, con 103.880 persone al giorno che transitano dagli ingressi, sommati alle 300.800 persone che utilizzano la fermata come punto di interscambio.